# Derambila zanclopterata
Derambila zanclopterata là một loài bướm đêm trong họ Geometridae.